# Amadeus VI van Savoye
Amadeus VI van Savoye bijgenaamd de Groene Graaf (Chambéry, 4 januari 1334 - Campobasso, 1 maart 1383) was van 1343 tot aan zijn dood graaf van Savoye. Hij behoorde tot het huis Savoye.

## Levensloop
Amadeus VI was de oudste zoon van graaf Aymon van Savoye en diens echtgenote Jolanda, dochter van markgraaf Theodoor I van Monferrato. Omdat hij op riddertoernooien doorgaans in groen uniform verscheen en van groene kleding hield, kreeg hij als bijnaam de Groene Graaf.
In 1343 volgde hij op negenjarige leeftijd zijn vader op als graaf van Savoye. Vanwege zijn minderjarigheid stond hij tot in 1349 onder het regentschap van zijn oom, baron Lodewijk II van Vaud. 

### Huwelijk en kinderen
Tijdens zijn hele jeugd werd er onderhandeld over een huwelijk met een koninklijke bruid. In 1338 verloofde hij zich met Margaretha van Luxemburg, de driejarige dochter van Karel IV, keizer van het Heilige Roomse Rijk.
Van 1340 tot 1344 was hij verloofd met Johanna van Bourbon, nicht van Filips VI van Frankrijk. Dit huwelijk zou gepaard zijn gegaan met een bruidsschat van vijftigduizend florijnen. In 1347 zag hij af van deze verloving en verloofde hij zich met Johanna van Bourgondië, dochter van Filips van Bourgondië en Johanna I van Auvergne, gravin van Auvergne. Dit zou Amadeus als erfgenaam hebben geplaatst van haar broer, Filips I, hertog van Bourgondië. De drie jaar oude erfgename werd naar het hof van Savoye gebracht om opgevoed te worden.Haar verlovingscontract werd geregeld door haar grootvader, Odo IV en werd in 1347 afgesloten in het toenmalige Montréal-en-Auxois. Dit contract werd vóór maart 1354 verbroken.
In de zomer van 1351 richtte Amadeus zich tot Edward III van Engeland met het verzoek om met zijn dochter Isabella te trouwen. Amadeus van Genève protesteerde tegen dit verzoek. Johanna, dochter van Filips en Johanna, bleef aan het hof tot 18 april 1355, toen ze naar een klooster in Poissy werd gestuurd om haar leven uit te zitten.
In 1355 huwde hij met Bonne (1341-1402), dochter van hertog Peter I van Bourbon, de schoonzus van Karel V van Frankrijk en nicht van koning Filips VI van Frankrijk. Ze kregen drie kinderen:
- Dochter, geboren 1358, overleed na enkele weken
- Amadeus VII (maart 1360 - 1 november 1391). Hij trouwde met Bonne van Berry (1365-1435), dochter van hertog Jan van Berry en een nicht van Bonne van Bourbon. Hij zou zijn vader opvolgen
- Lodewijk van Savoye, geboren eind 1364, stierf voor het einde van het jaar

### Frankrijk tegen Engeland
Tijdens de Honderdjarige Oorlog vocht Amadeus aan de zijde van Frankrijk tegen Engeland. Ook streed hij tegen de markgraven van Saluzzo, die hij tot zijn vazallen had gemaakt. Amadeus VI liet de markgraven van Saluzzo door Engelse vrijbuiters gevangennemen en liet hen pas vrij na het betalen van 180.000 gulden losgeld. Ook nam hij in 1360 zijn neef Jacob van Piëmont gevangen en liet hem vrij nadat hij een leenseed had afgelegd. Omdat hij zijn bezitsaanspraken liet gelden op het markgraafschap Monferrato, had hij ook conflicten met de markgraven van deze staat. Bij oorlogsconflicten was Amadeus VI vanaf 1352 succesvol.
Door het Verdrag van Parijs van 1355 verwierf hij Faucigny en het grensgebied tussen Savoye en de Dauphiné. Op 21 juli 1356 kreeg hij van keizer Karel IV ook de erfelijke titel van rijksvoogd van het vroegere koninkrijk Arelat, dat in het bezit was van het Heilige Roomse Rijk. Hierdoor dienden onder meer de bisschop van Genèvevanaf dan de graven van Savoye te huldigen. 
In 1366 leidde hij een veldtocht tegen de Ottomanen en de Bulgaren in de westkust van de Zwarte Zee. Hetzelfde jaar nam hij de steden Sosopolis, Mesembrija, Skafida en Anchialo in en beval hij de verwoesting van deze laatste stad. Nadat de verovering van de stad Warna mislukte, sloot hij vrede met de Bulgaarse tsaar Ivan Alexander en met de despoot van Dobrotiza. Hierbij kon hij de Byzantijnse keizer Johannes V Palaiologos uit Bulgaars gevangenschap redden. In 1379 bemiddelde hij bij het conflict tussen Milaan en het markgraafschap Monferrato, wat hij in 1381 ook deed bij de Chioggia-oorlog tussen Venetië en Genua
Als graaf van Savoye voerde Amadeus VI het systeem van gratis rechtsbijstand voor de armen in. Ook hervormde hij de administratie en stichtte hij in 1363 de Orde van de Halsband. Bovendien was hij zeer vermogend en een van de grootste vorsten van zijn tijd. Hij ondersteunde eveneens de aanspraken van Lodewijk I van Anjou op het koninkrijk Napels. Amadeus nam deel aan de veldtocht van Lodewijk naar Napels, maar stierf tijdens deze veldtocht in maart 1383 aan de pest.

## Voorouders
| Overgrootouders | Thomas van Savoye (1199-1259) ∞ Beatrix Fieschi (-1283)           | Thomas van Savoye (1199-1259) ∞ Beatrix Fieschi (-1283)           | Guy I Damas de Baugé (1230–1269) ∞ Dauphine de Lavieu (–)         | Guy I Damas de Baugé (1230–1269) ∞ Dauphine de Lavieu (–)         | Andronikos II Palaiologos (1258-1332) ∞ Yolande van Monferrato (1274–1317) | Andronikos II Palaiologos (1258-1332) ∞ Yolande van Monferrato (1274–1317) | Obizino Spinola (?-1317) ∞ ?(–)                                       | Obizino Spinola (?-1317) ∞ ?(–)                                       | Obizino Spinola (?-1317) ∞ ?(–) | Obizino Spinola (?-1317) ∞ ?(–) |
| Grootouders     | Amadeus V van Savoye (1249-1323) ∞ Sibylle van Bâgé (1255-1294)   | Amadeus V van Savoye (1249-1323) ∞ Sibylle van Bâgé (1255-1294)   | Amadeus V van Savoye (1249-1323) ∞ Sibylle van Bâgé (1255-1294)   | Amadeus V van Savoye (1249-1323) ∞ Sibylle van Bâgé (1255-1294)   | Theodoor I van Monferrato (1291–1338) ∞ Argentina Spinola (1295–1337)      | Theodoor I van Monferrato (1291–1338) ∞ Argentina Spinola (1295–1337)      | Theodoor I van Monferrato (1291–1338) ∞ Argentina Spinola (1295–1337) | Theodoor I van Monferrato (1291–1338) ∞ Argentina Spinola (1295–1337) |                                 |                                 |
| Ouders          | Aymon van Savoye (1273-1343) ∞ Yolande van Montferrat (1318-1342) | Aymon van Savoye (1273-1343) ∞ Yolande van Montferrat (1318-1342) | Aymon van Savoye (1273-1343) ∞ Yolande van Montferrat (1318-1342) | Aymon van Savoye (1273-1343) ∞ Yolande van Montferrat (1318-1342) | Aymon van Savoye (1273-1343) ∞ Yolande van Montferrat (1318-1342)          | Aymon van Savoye (1273-1343) ∞ Yolande van Montferrat (1318-1342)          | Aymon van Savoye (1273-1343) ∞ Yolande van Montferrat (1318-1342)     | Aymon van Savoye (1273-1343) ∞ Yolande van Montferrat (1318-1342)     |                                 |                                 |